# Bobby Okereke
Robert Nnanna Okereke, detto Bobby (Santa Ana, 29 luglio 1996), è un giocatore di football americano statunitense che milita nel ruolo di linebacker per i New York Giants della National Football League (NFL).

## Carriera

### Indianapolis Colts
Okereke fu scelto nel corso del terzo giro (89º assoluto) del Draft NFL 2019 dagli Indianapolis Colts. Debuttò come professionista subentrando nella gara del primo turno contro i Los Angeles Chargers mettendo a segno un tackle. Nella settimana 3 disputò la prima gara come titolare facendo registrare 8 placcaggi. La sua stagione da rookie si chiuse con 65 tackle, un sack e 2 fumble forzati disputando tutte le 16 partite, la metà delle quali come titolare.

### New York Giants
Il 13 marzo 2023 Okereke firmò con i New York Giants un contratto quadriennale del valore di 40 milioni di dollari. Nella settimana 11 guidò la squadra con 14 tackle e forzò due fumble nella vittoria sui Washington Commanders.